# Leur (Gelderland)
Leur is een dorp in de Nederlandse gemeente Wijchen.
Op 1 januari 2023 telde Leur 135 inwoners. Leur is gelegen ten noordwesten van Wijchen tussen de A326 en de A50 in.
De oude dorpskerk is een deels romaans, deels gotisch bouwwerk. Direct ten oosten van de kerk ligt een middeleeuwse motte, waarop in de 12e of 13e eeuw een kasteel is gebouwd.
Ten noorden van het dorp staat het Huis te Leur.